# 水辺の学校
もしかして
- 水辺の楽校

ではありませんか？